# Николай Брок
Николай Петрович Брок е руски офицер, генерал от пехотата. Участник в Руско-турската война (1877 – 1878).

## Биография
Николай Брок и роден на 10 януари 1839 г. в Санкт Петербург в семейството е на потомствения дворянин, министър на финансите и член на Държавния съвет Пьотър Брок.
Посвещава се на военното поприще. Завършва Пажеския корпус и започва действителна военна служба с производство в първо офицерско звание корнет в лейбгвардейски Хусарски полк (1857).
Участва в Кавказката война (1860). Служи като куриер на император Александър II и адютант на военния министър Дмитрий Милютин (1861). Повишен е във военно звание флигел-адютант от 1871 г. и генерал-майор от 1874 г.
Участва в Руско-турската война (1877 – 1878). Получава назначение като командир на лейбгвардейския Московски полк. Проявява с при щурма на Горни Дъбник и битката при Телиш. Награден е със златно оръжие „За храброст“ (1878). От 25 октомври 1877 г. е командир на 1-ва бригада от 12-а Гвардейска пехотна дивизия. Бие се храбро при превземането на Правец. Участва в Зимното преминаване на Стара планина при Златишкия проход и боя при село Челопеч. Неговите части първи влизат в Пазарджик и потушават бушуващите в града пожари. По пътищата на войната достига до Сан Стефано.
След войната е командир на 2-ра бригада от 2-ра Гвардейска пехотна дивизия (1880), командир на 1-ва Гвардейска пехотна дивизия (1882). Служи в жандармския корпус от 1884 г. Повишен е във военно звание генерал от пехотата от 1900 г.